# 1967 en philosophie
Chronologie de la philosophie
- 1963
- 1964
- 1965
- 1966
- 1967
- 1968
- 1969
- 1970
- 1971

L’année 1967 a été marquée, en philosophie, par les événements suivants :

## Publications
- Johan Degenaar : Sekularisasie. Pretoria: Academica.